# Кетрін Шварценеггер
Кетрін Юніс Шварценеггер (англ. Katherine Eunice Schwarzenegger; нар. 13 грудня 1989) — американська письменниця, старша донька актора Арнольда Шварценеггера та журналістки Марії Шрайвер.

## Біографія
Народилася та виросла в Лос-Анджелесі. У неї є молодша сестра Крістіна та два молодші брати Патрік та Крістофер. 
У 2010 році Шварценеггер написала книгу під назвою «Rock What You've Got: Secrets to Loving Your Inner and Outer Beauty from Someone Who's Been There and Back». У книзі вона описує свій особистий шлях до досягнення впевненості та позитивного іміджу та заохочує до цього інших молодих жінок. У неї були проблеми із сприйняттям свого тіла між четвертим та сьомим класом, але тепер вона контролює своє фізичне та психічне здоров'я за допомогою йоги та фізичних вправ.
У 2012 році закінчила Університет Південної Каліфорнії. У 2014 році написала книгу «I Just Graduated . . . Now What?». Це посібник з самореалізації для випускників коледжів. У 2017 році опублікувала свою третю книгу «Maverick and Me». Це книга для дітей. У ній Кетрін описує, як вона врятувала та прихистила безпритульну собаку на кличку Маверік. У 2019 році разом з Pedigree вона провела подкаст про важливість прихистку безпритульних собак. Вона є почесним послом Американського товариства із запобігання жорстокого поводження з тваринами та членом Товариства найкращих друзів тварин.
У 2018 році розпочала стосунки з актором Крісом Праттом; у червні 2019 пара одружилася. 9 серпня 2020 року народила першу дитину.